# Zaloňov
Zaloňov település Csehországban, Náchodi járásban. Zaloňov Velichovky, Litíč, Kuks, Hořenice, Jaroměř, Heřmanice és Rožnov településekkel határos. Lakosainak száma 446 fő (2024. január 1.).

## Népesség
A település lakosságának változását az alábbi diagram mutatja:
| Lakosok száma | 764  | 812  | 637  | 459  | 404  | 409  | 454  | 459  | 437  | 446  |
|               | 1869 | 1890 | 1921 | 1950 | 1980 | 2001 | 2017 | 2019 | 2022 | 2024 |